# Julien Cools
Julien Cools (13 de fevereiro de 1947) é um ex-futebolista belga.

## Carreira
Ele foi vice-campeão europeu pela seleção de seu país no Campeonato Europeu de Futebol de 1980, sediado na Itália, como capitão da equipe Mesmo em copas seguidas da Bélgica não participou em nenhuma oportunidade, pois terminou a carreira na seleção em 1980.